# Aimé Morot
Pour l’article ayant un titre homophone, voir Moreau.
Aimé Nicolas Morot né le 16 juin 1850 à Nancy et mort le 12 août 1913 à Dinard est un peintre et sculpteur français.

## Biographie
Aimé Morot est né de François Morot, marchand tapissier, et d'Elisabeth Catherine Mansuy, deux ans après son frère Hippolyte Morot. Il étudie à l'école de dessin et de peinture de Nancy sous l'enseignement de Claude-Émile Thiéry et Charles Sellier, avant de devenir, sur concours, l'élève du peintre Alexandre Cabanel à l'École des beaux-arts de Paris le 31 mai 1869.
Il concourt quatre fois, sans succès, pour le prix de Rome, avant de l'emporter en 1873 avec La Captivité des Juifs à Babylone. En épousant Suzanne Gérôme, il devient le gendre du peintre Jean-Léon Gérôme ; il est l'ami du peintre et sculpteur Édouard Paul Mérite. Il expose au Salon des artistes français de 1880 à 1912, où il obtient une médaille d'honneur lors de sa première participation pour Le Bon Samaritain.
Marie Bashkirtseff note son admiration pour Le Bon Samaritain dans son journal, en 1880 : « Je me suis assise en face du Morot avec une lorgnette et je l'ai étudié. C'est le tableau qui me fait le plus complètement plaisir depuis que j'existe. Rien n'accroche, tout est simple, vrai, bien ; tout est fait d'après nature et ne rappelle en rien les affreuses beautés académiques et convenues. C'est adorable à regarder ; la tête de l'âne est bien, le paysage, le manteau, les ongles des pieds. C'est heureux, c'est juste, c'est bien ».
Il réalise des décors pour les édifices publics, tels que La Danse pour le plafond du salon d'honneur de l'hôtel de ville de Nancy, et La Danse à travers les âges pour le plafond de la salle des fêtes de celui de Paris.
En tant qu'académicien et professeur à l'École nationale supérieure des beaux-arts, exposant fréquemment au Salon des artistes français à Paris et membre du jury de peinture, Aimé Morot était une personne influente dans le milieu de l'art parisien, faisant partie des 18 membres les plus influents de l'Institut de France et étant inclus dans le tableau de Jules Grün, Un vendredi au Salon des artistes français (1911).
Il termine sa carrière en étant élevé au grade de commandeur de la Légion d'honneur le 16 mai 1910. En 1910, M. Morot fait construire une deuxième maison en dehors de Paris, la maison dite « Ker Arlette », à Dinard, dans le nord-est de la Bretagne. Il y a vécu jusqu'à sa mort, le 12 août 1913, après une longue maladie,. Son masque mortuaire a été coulé en bronze en cire perdue par Fonderie Valsuani, avec lequel il avait collaboré pour le moulage de bronzes (par exemple Baigneuse debout ou Torse de femme). Les nécrologies ont été publiées dans l'édition du 13 août 1913 de Gil Blas, l'édition du 16 août 1913 de L'Illustration et l'édition du 24 août de L'Immeuble & la Construction dans l'Est. Il est enterré à Paris avec son épouse dans la sépulture familiale de son beau-père Jean Léon Gérôme au cimetière de Montmartre.

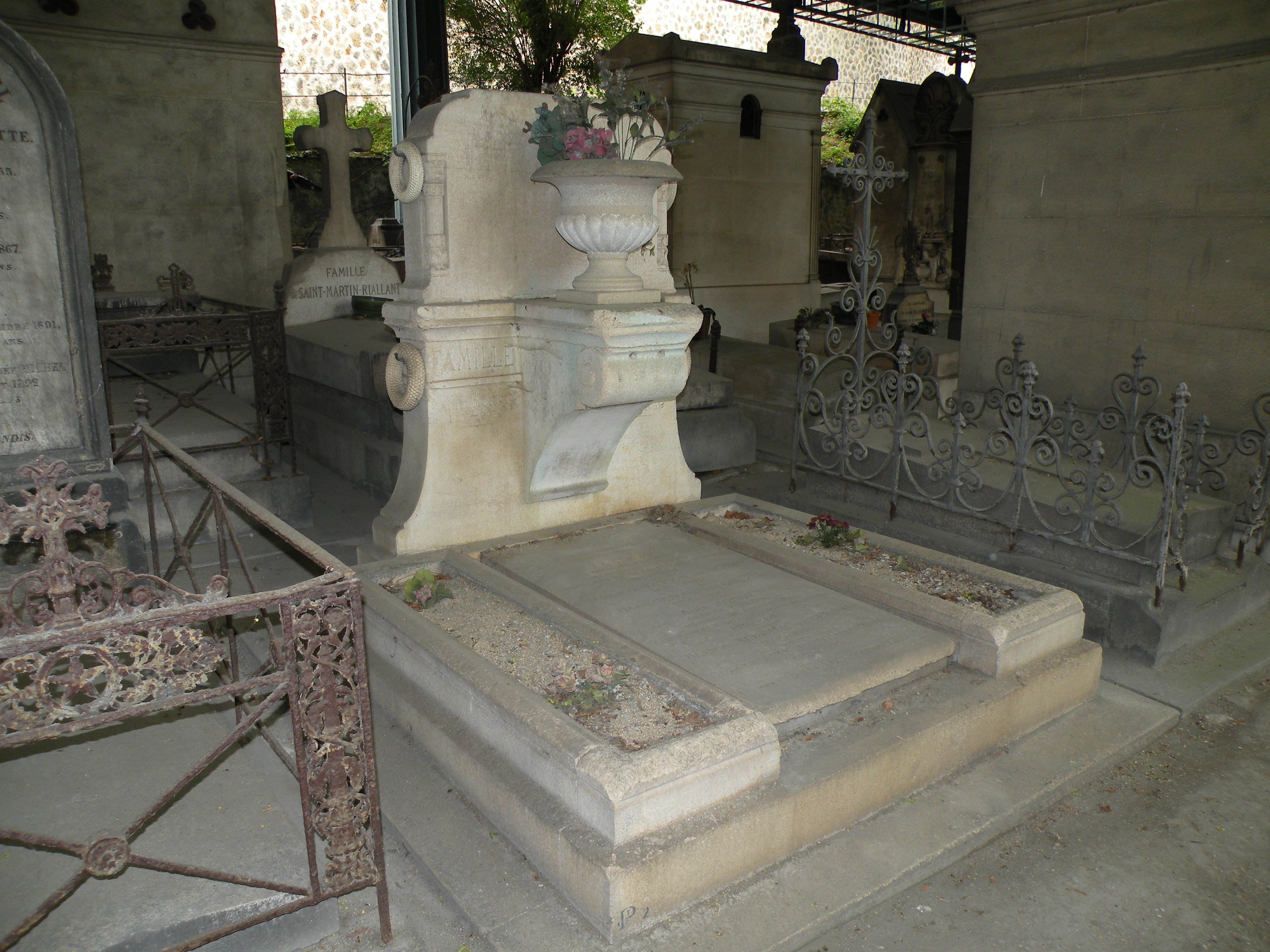
Sépulture familiale de Jean Léon Gérôme et Aimé Morot, Paris, cimetière de Montmartre.

## Distinctions
Aimé Morot est nommé chevalier de l'ordre national de la Légion d'honneur par décret du 26 septembre 1883, promu officier par décret du 14 décembre 1900 et élevé au grade de commandeur par décret du 16 mai 1910.

## Œuvres
- Jésus parmi les Docteurs, 1871, huile sur toile, 32 × 47 cm, esquisse pour le grand prix de peinture, Paris, École nationale supérieure des beaux-arts[16],[17].
- Une scène de déluge, 1872. musée des Beaux-Arts de Nancy.
- Super Flumina Babylonis (La captivité des Juifs à Babylone), 1873, huile sur toile, 145 × 113 cm, Paris, École nationale supérieure des beaux-arts[18].
- Daphnis et Chloé, Salon de 1873, localisation inconnue[19].
- Portrait de J.S. Guilloire, contrôleur en chef de la Comédie-Française, 1874, huile sur panneau, 272 × 22 cm, Paris, musée Carnavalet[20],[21].
- Portrait de Jules Laroche (1841-1925), sociétaire de la Comédie-Française, 1881, huile sur panneau, 27 × 21,5 cm, Paris, musée Carnavalet[22],[21].
- Médée, 1876, huile sur toile, 23,2 × 16 cm, exposée au Salon de 1877, Bar-le-Duc, Musée Barrois[23],[24].
- Portrait de Stéfanos Evgenídis, 1895, huile sur toile, 151 × 90 cm, Athènes, Pinacothèque nationale[25].

Œuvres d'Aimé Morot
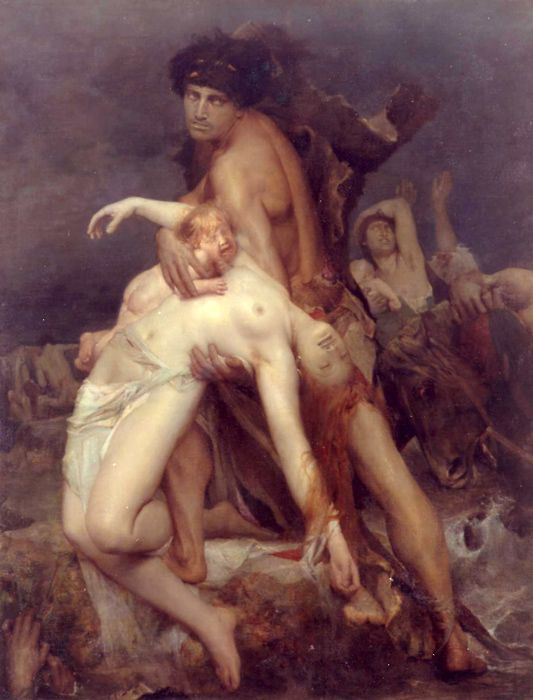
Scène du déluge (1872), musée des Beaux-Arts de Nancy.
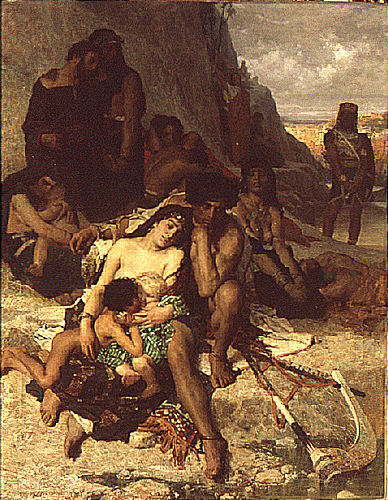
La Captivité des Juifs à Babylone (1873), Paris, École nationale supérieure des beaux-arts.
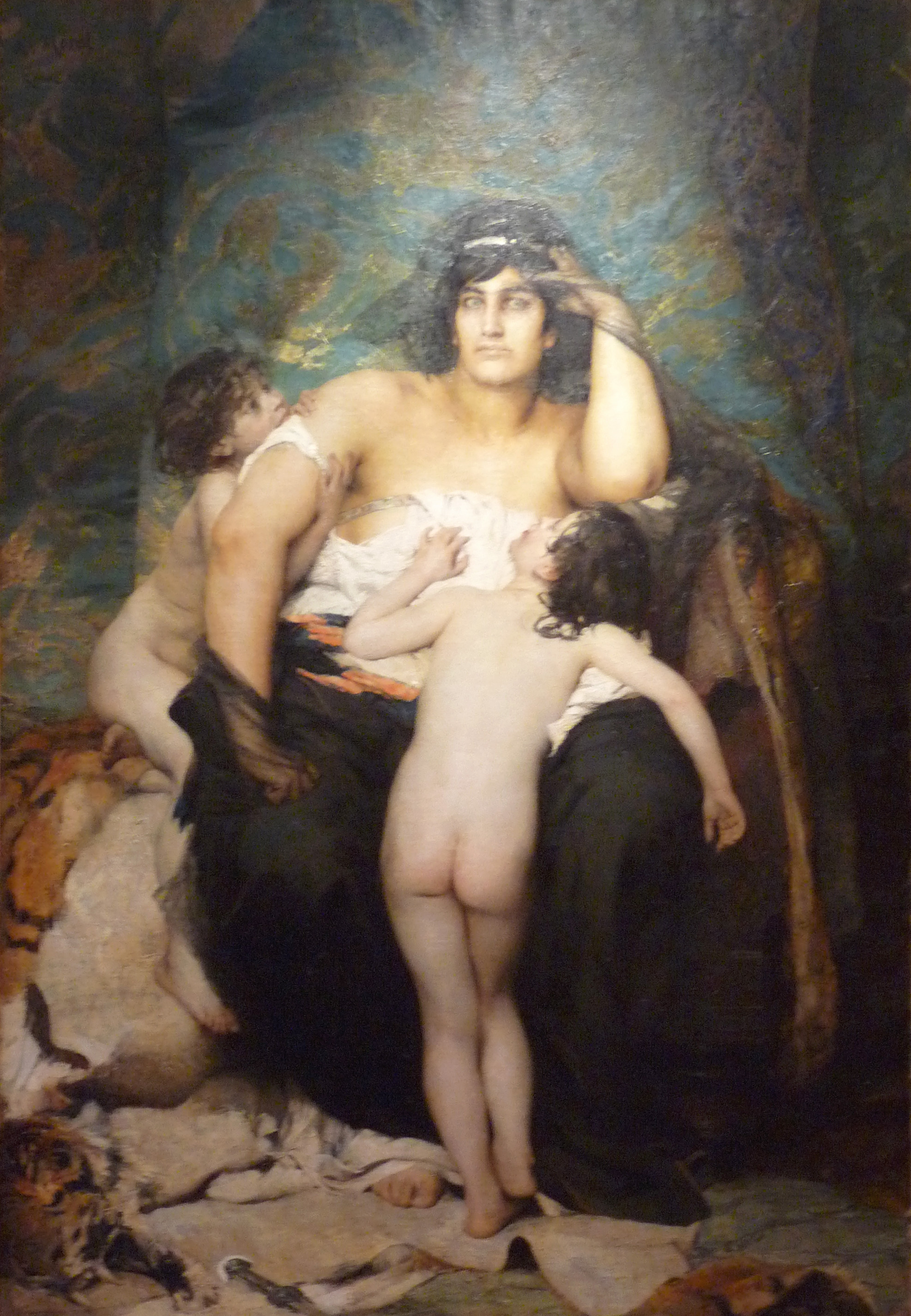
Médée (1876), Bar-le-Duc, Musée barrois.
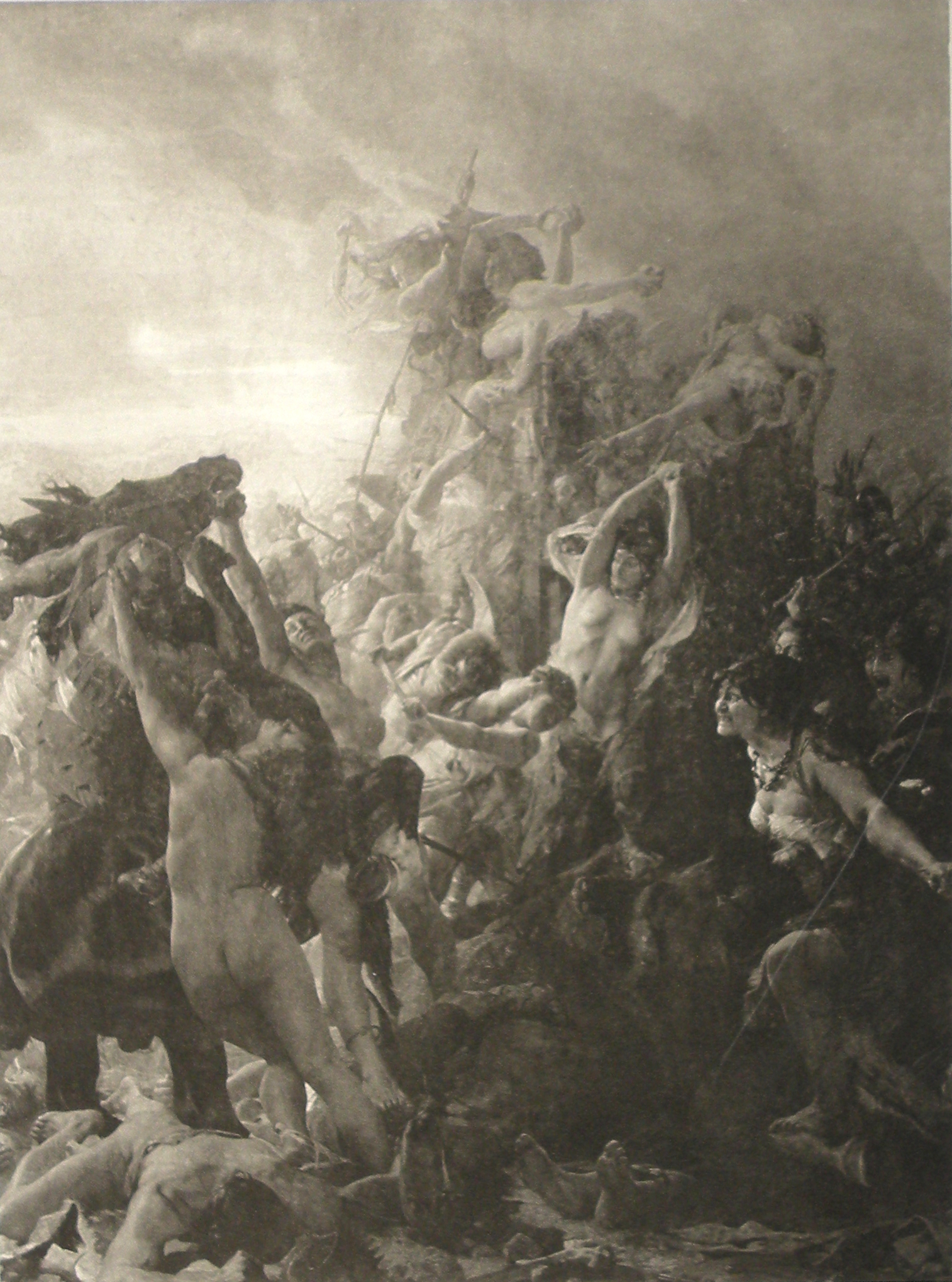
Les Ambronnes (1879), musée des Beaux-Arts de Nancy[2].
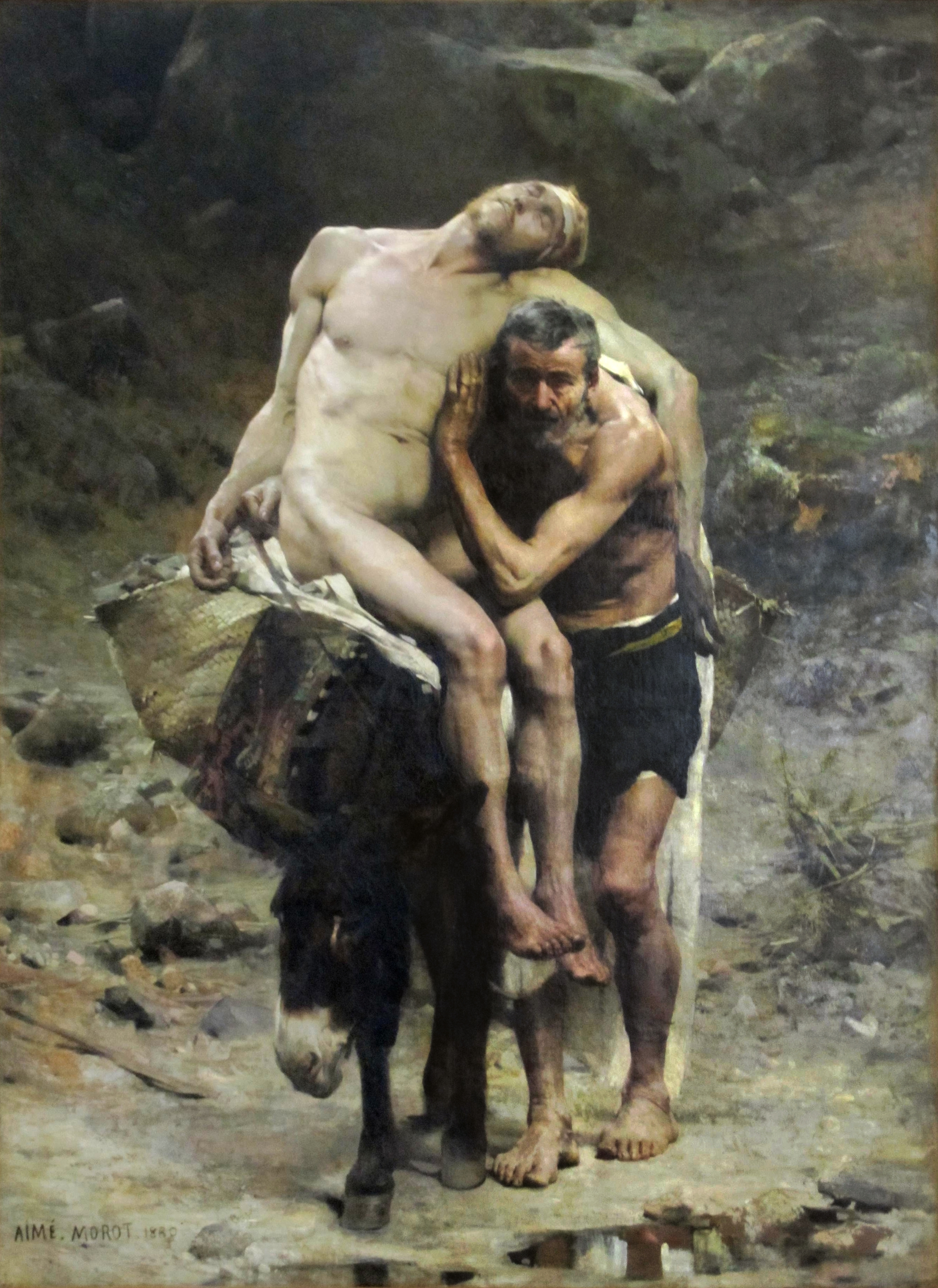
Le Bon Samaritain (1880), Paris, Petit Palais.
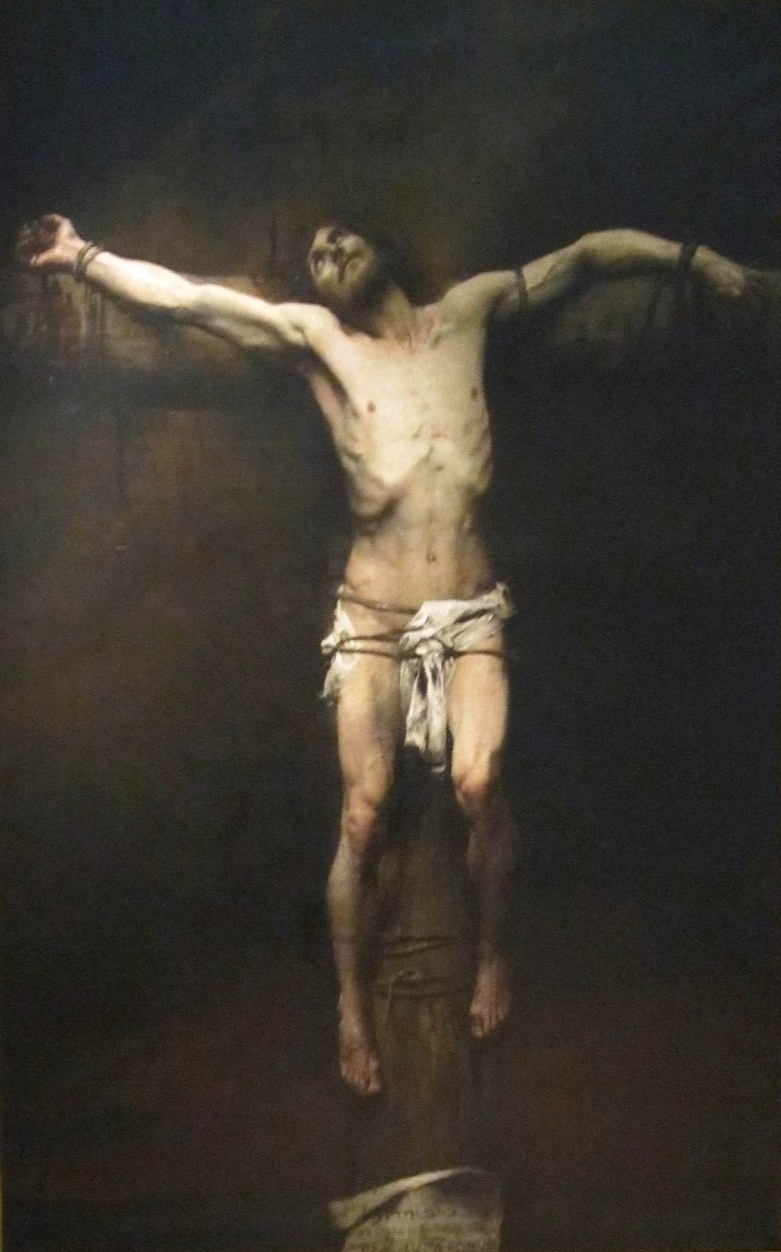
Martyre de Jésus de Nazareth (1883), musée des Beaux-Arts de Nancy[2].
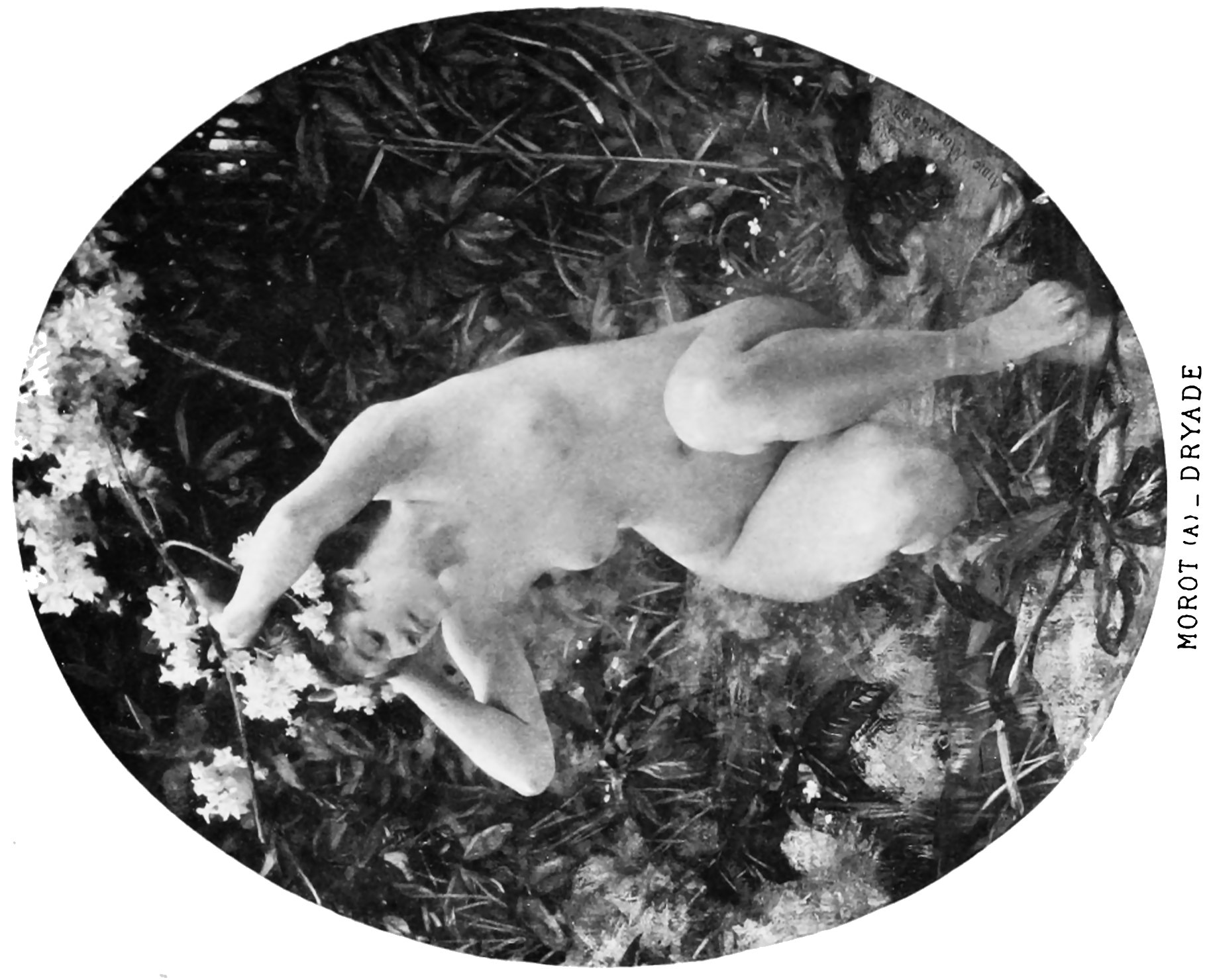
Dryade (1884), localisation inconnue[2].
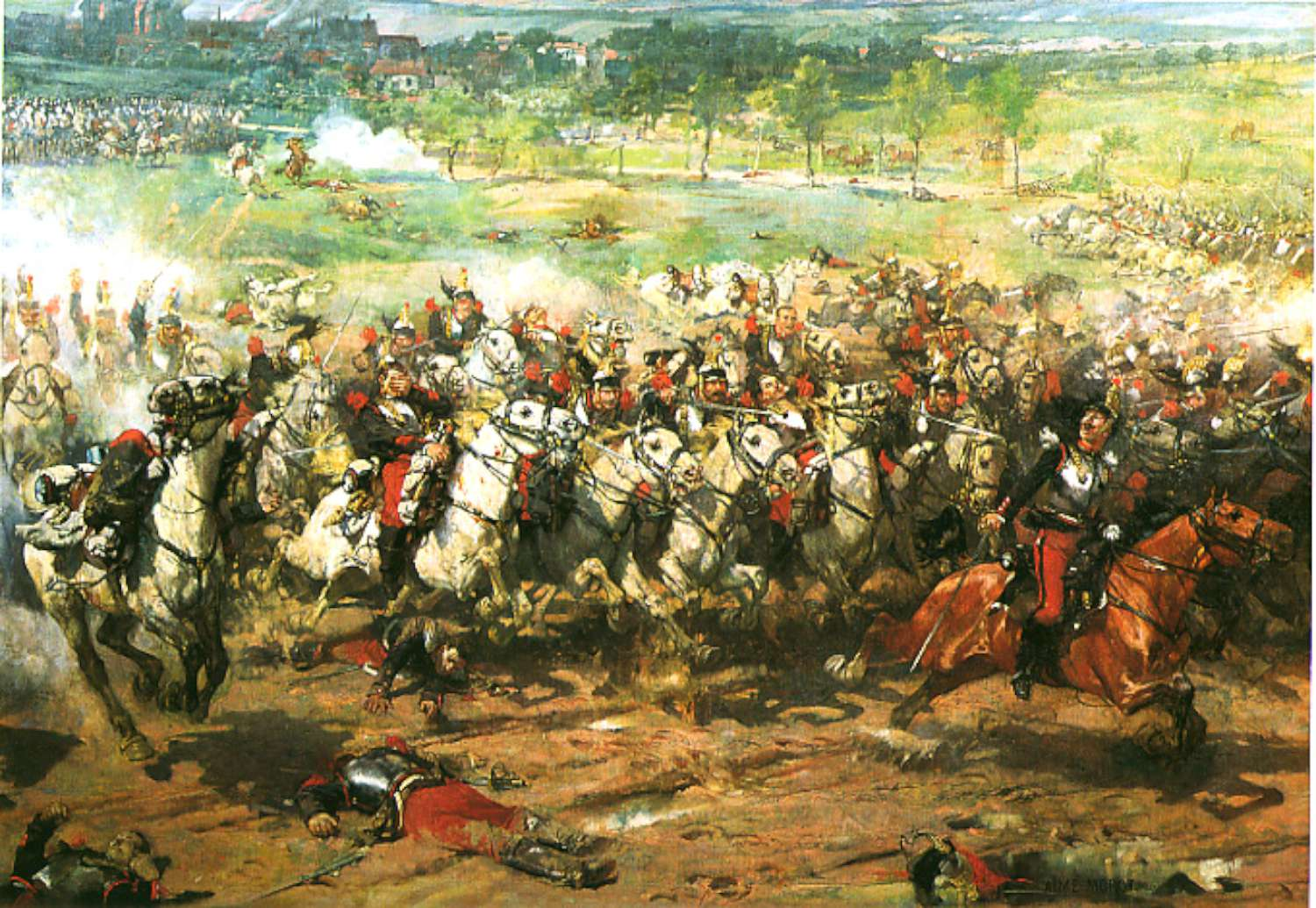
Reichshoffen (1887), Versailles, musée de l'Histoire de France.
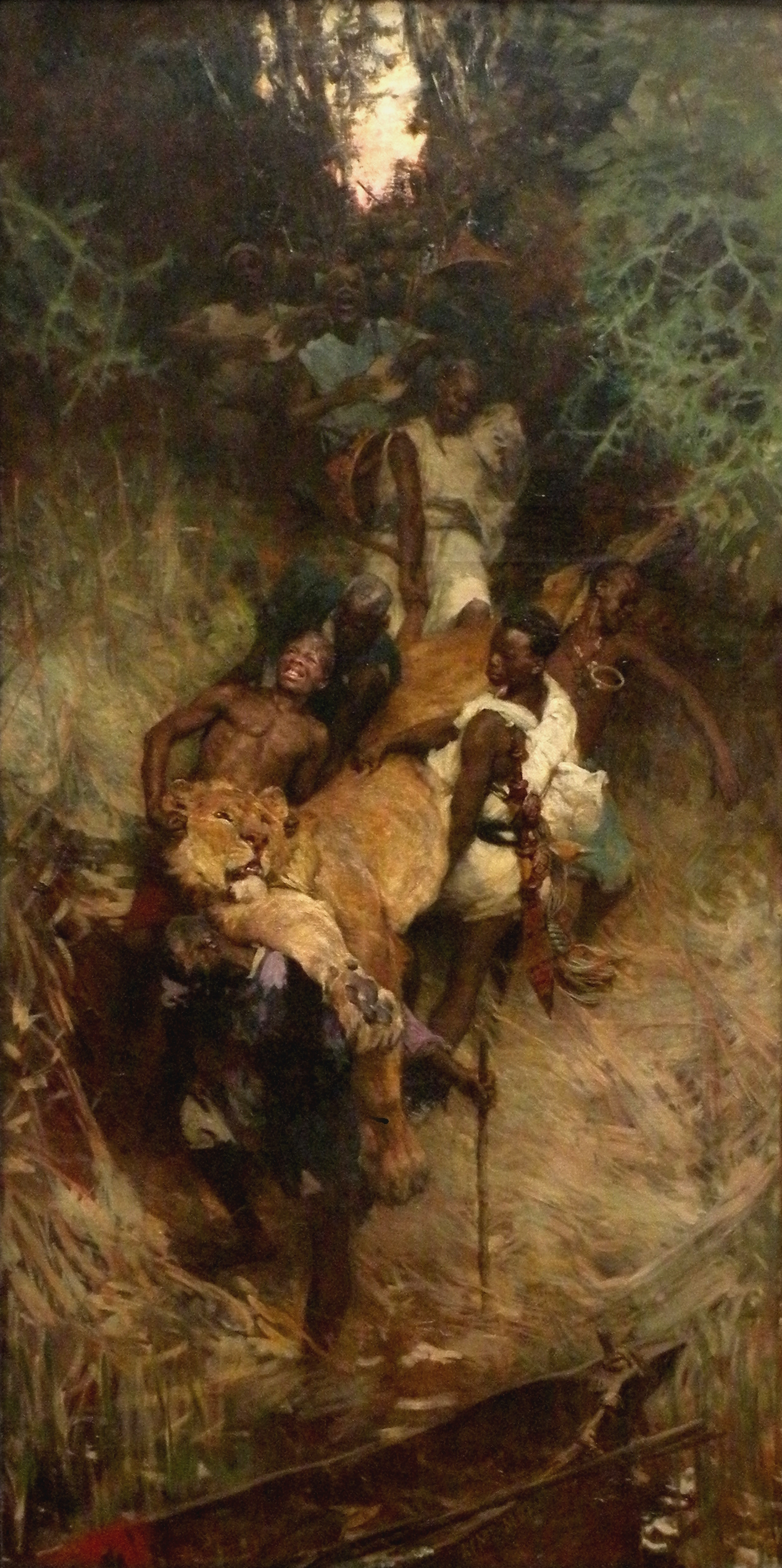
Retour de la chasse au lion (1902), huile sur toile, musée des Beaux-Arts de Nancy[2].
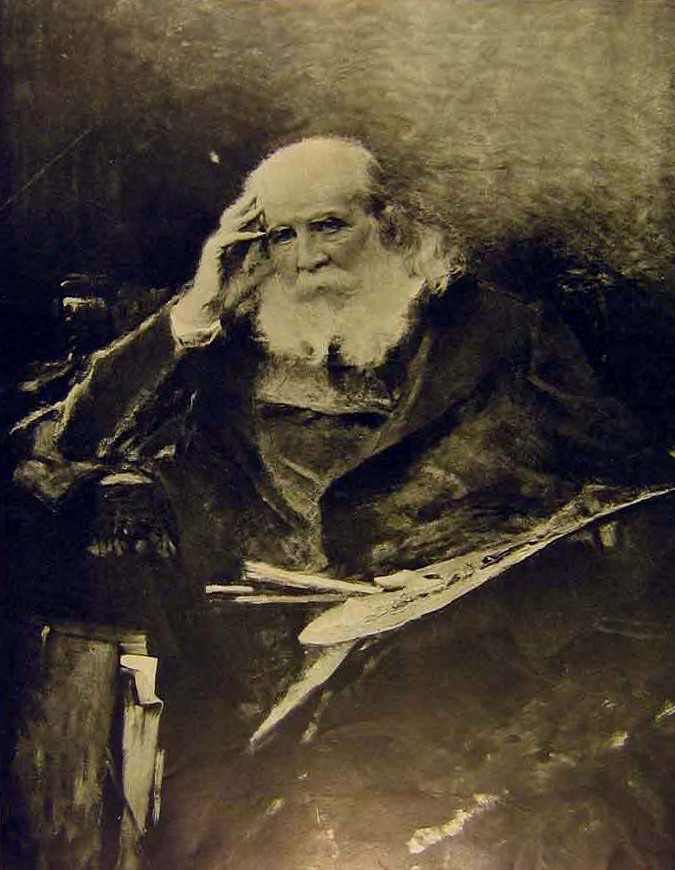
Portrait d'Ernest Hébert (1905), huile sur toile, Paris, musée d'Orsay.
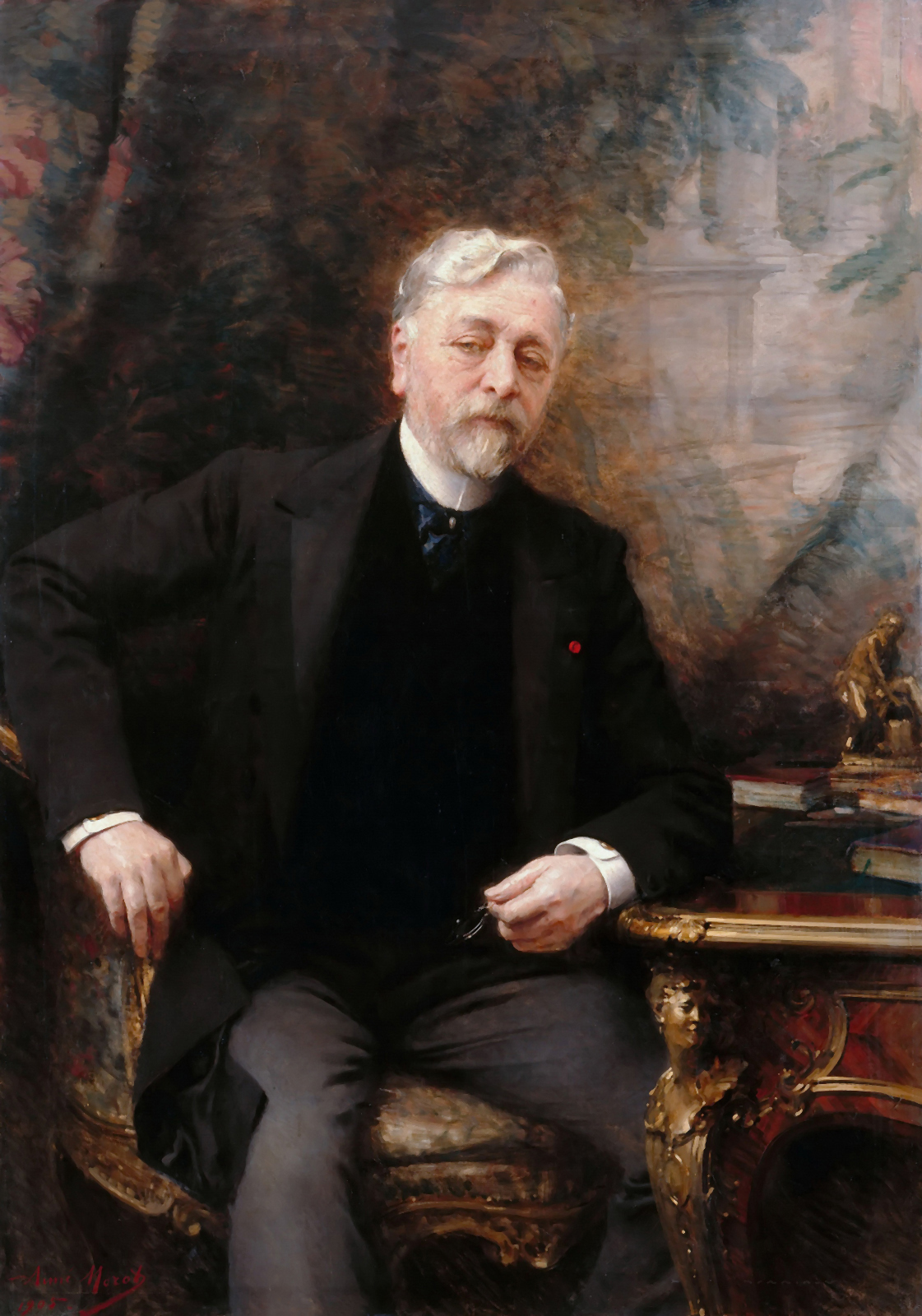
Portrait de Gustave Eiffel (1905), Versailles, musée de l'Histoire de France[2].
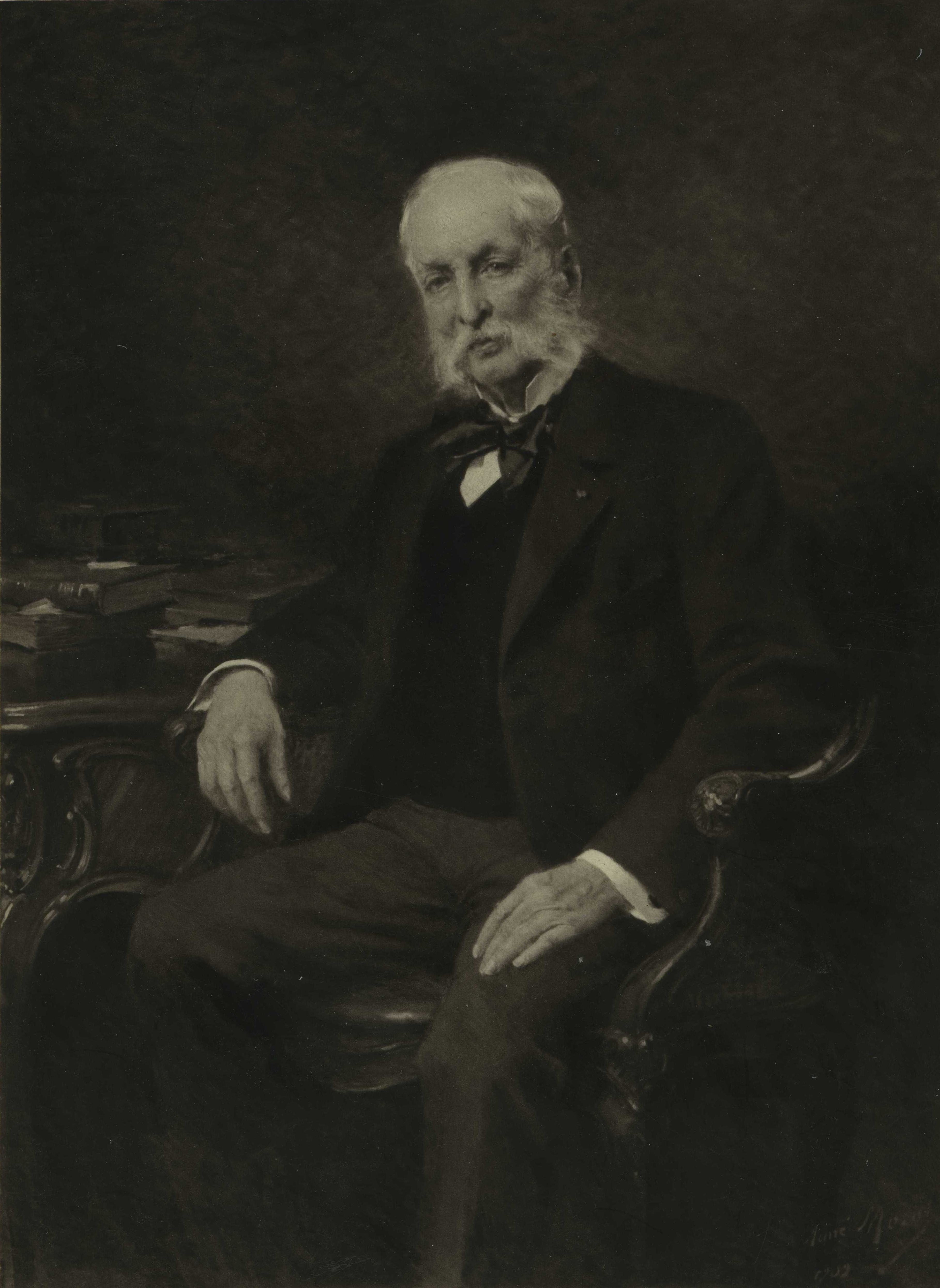
Eugène Goüin (1909), huile sur toile, Paris, banque de Paris et des Pays-Bas[note 1].
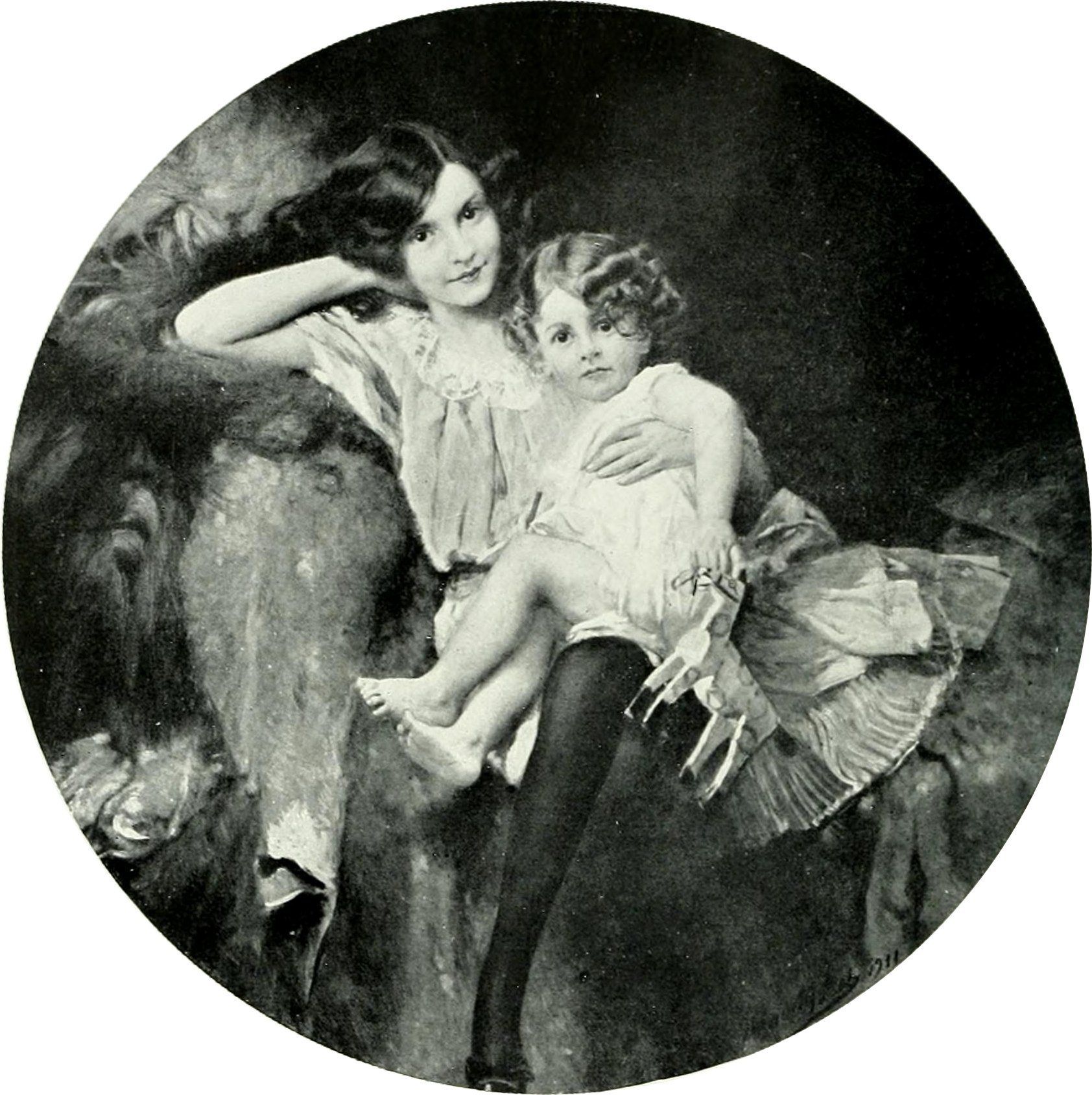
Frère et sœur (Salon de 1911), localisation inconnue.
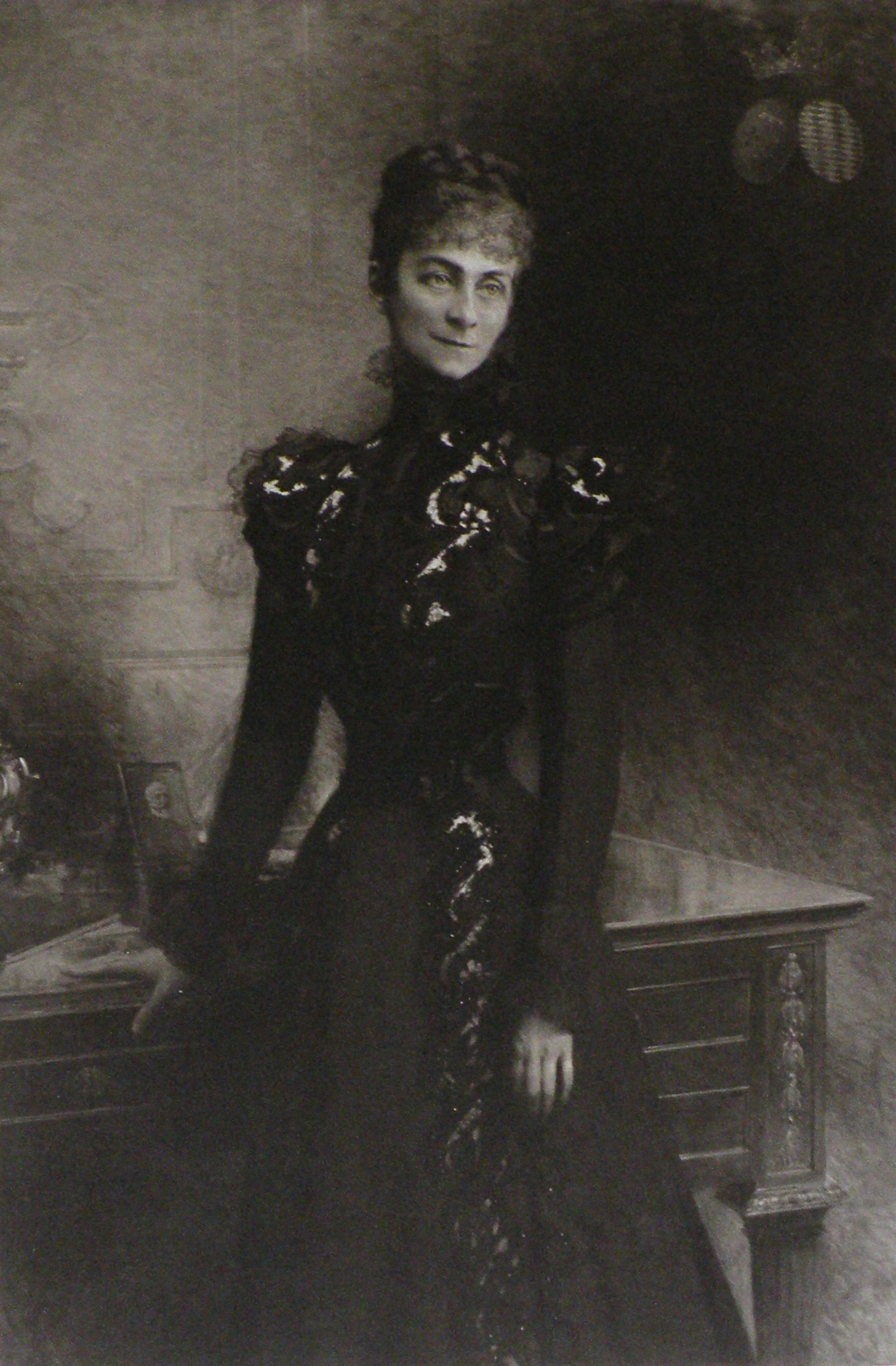
Son altesse royale la duchesse d'Alençon, localisation inconnue[2].
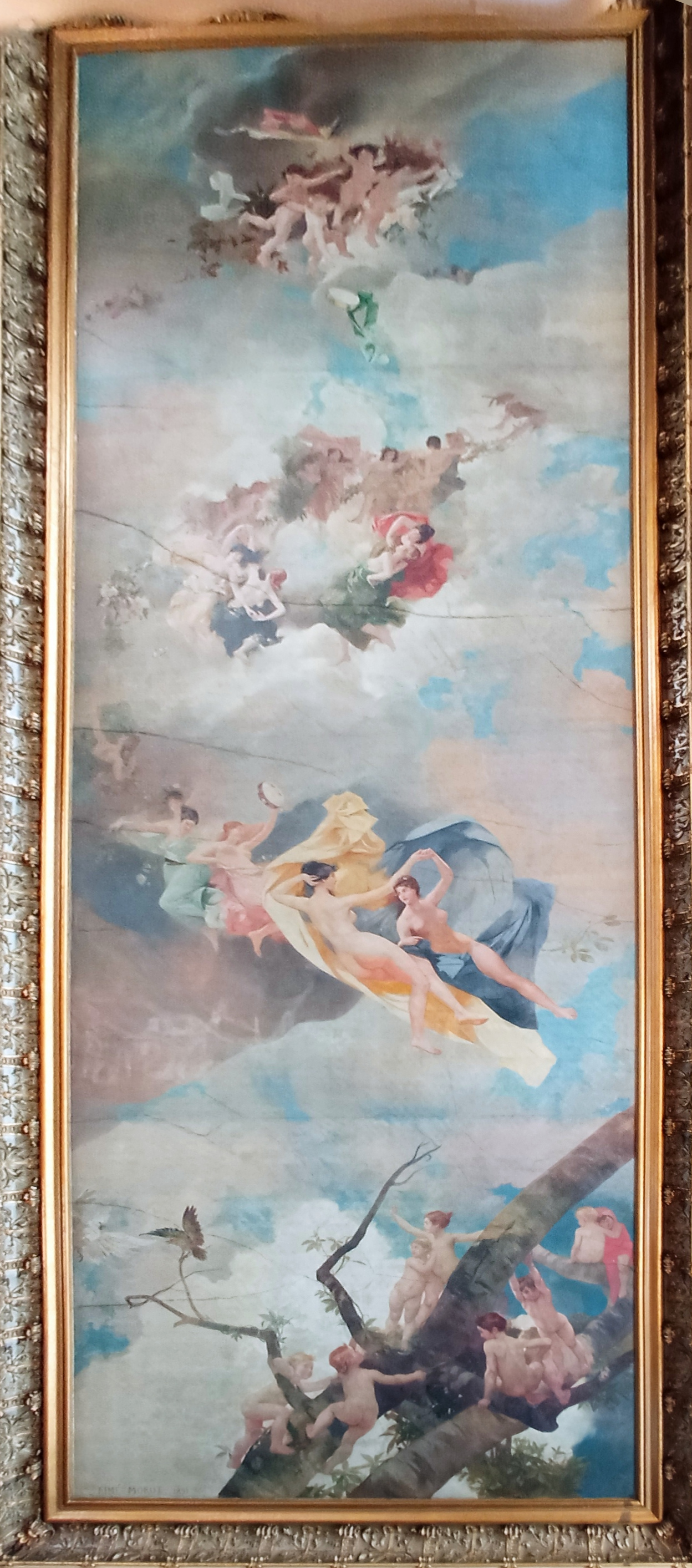
Plafond du grand salon de l'hôtel de ville de Nancy.
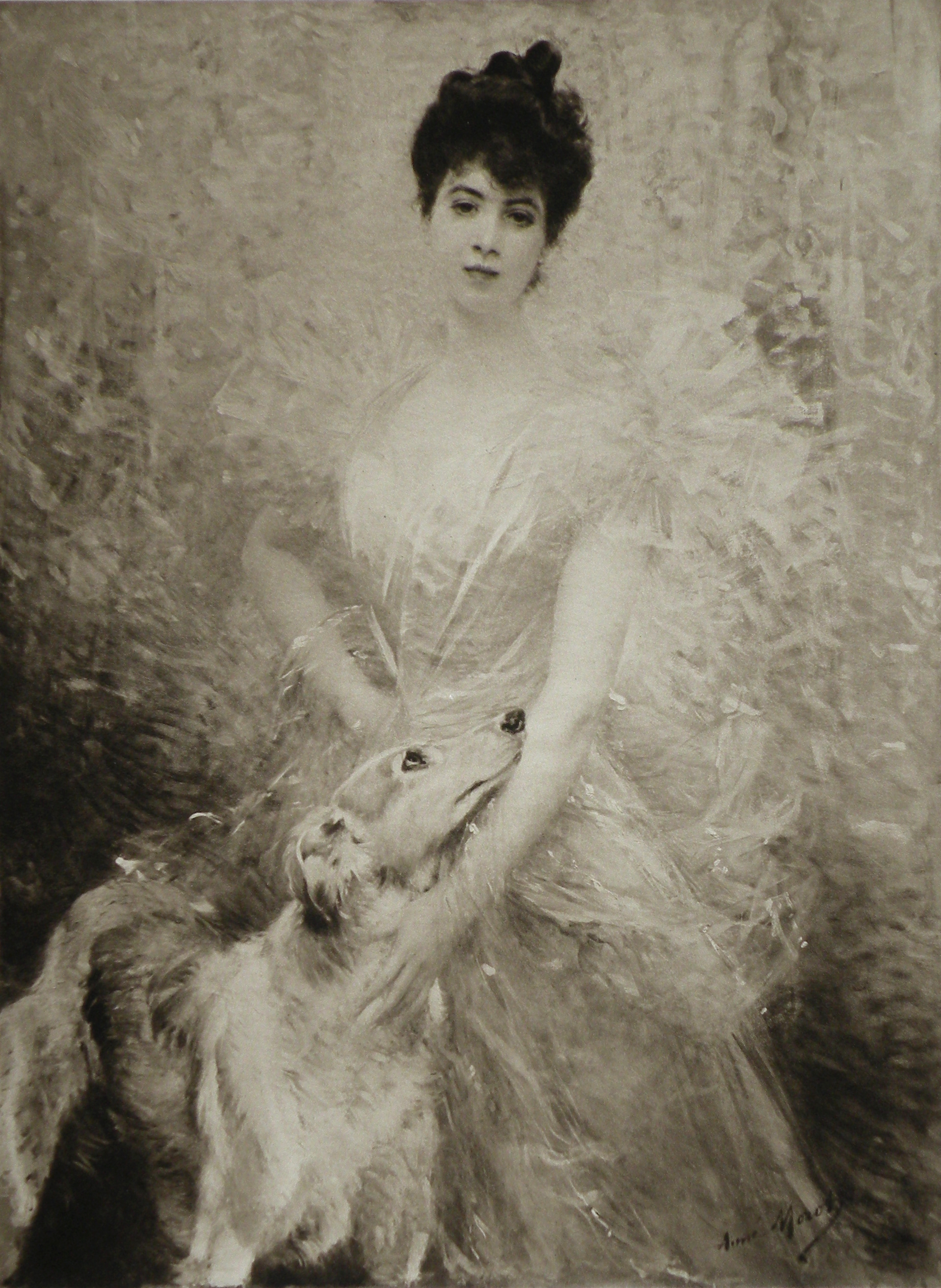
Mademoiselle Brice, localisation inconnue[2].

Sculptures d'Aimé Morot
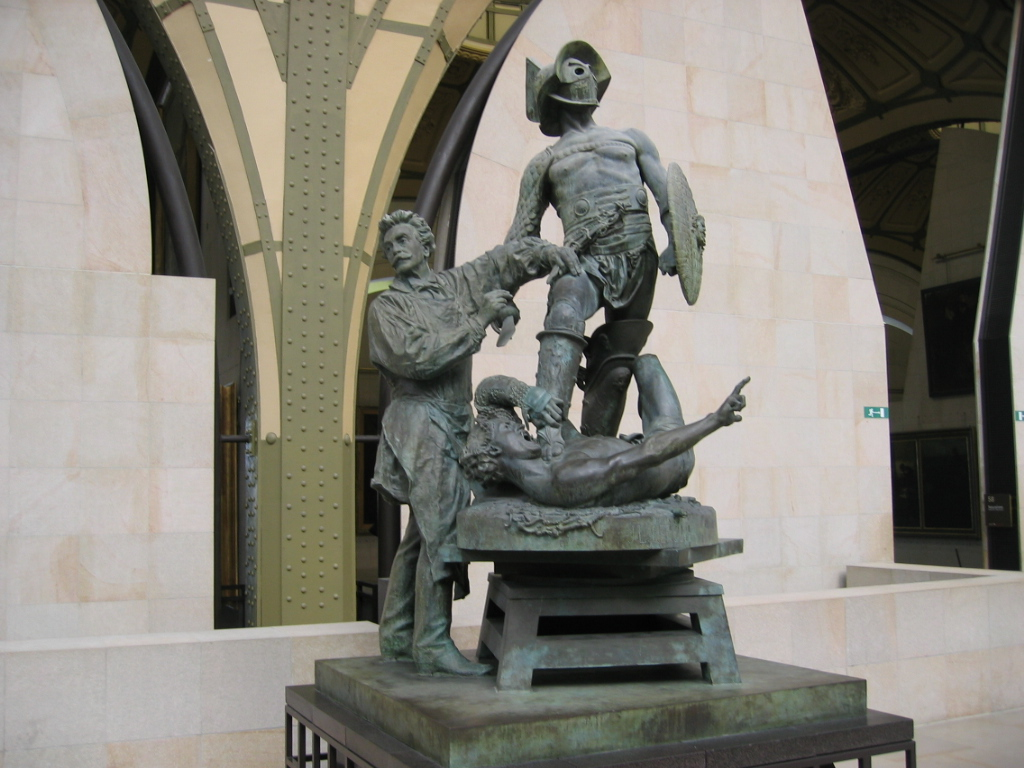
Gérôme exécutant les Gladiateurs. Monument à Gérôme (1909), Paris, musée d'Orsay, groupe en bronze. Morot y a incorporé le groupe original des Gladiateurs, réalisé par Jean-Léon Gérôme en 1878[26],
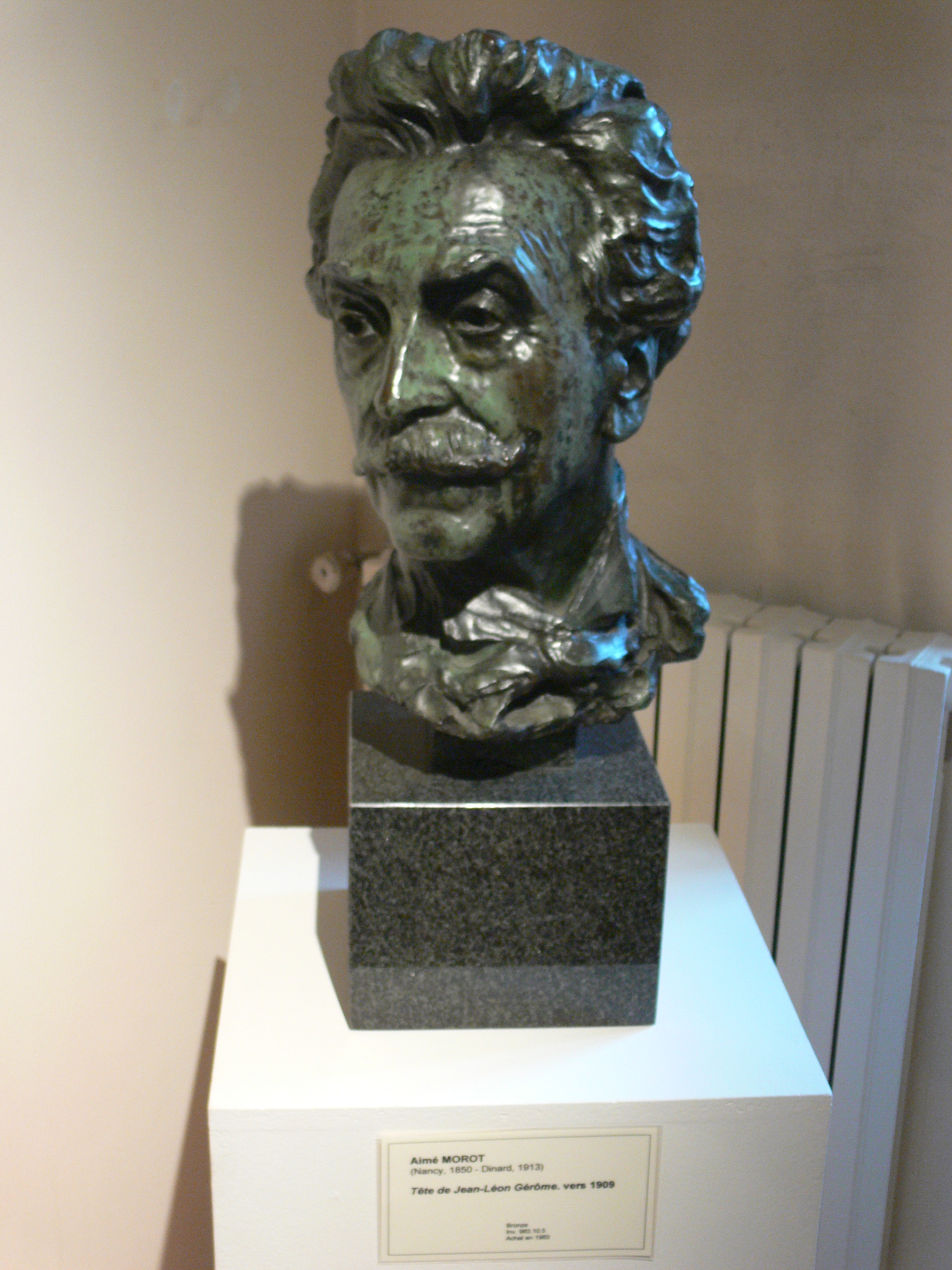
Tête de Jean-Léon Gérôme (vers 1909), Vesoul, musée Jean-Léon Gérôme.